# Akseli Toivonen
Akseli Toivonen, né  en 1887 à Hamina et mort en 1954, est un architecte finlandais.

## Biographie
Il reçoit son diplôme d’architecte de l'école supérieure technique d’Helsinki en 1911.
Dans les années 1920, il met en place le quartier de Puu-Käpylä avec l'objectif est de construire des habitations en bois peu coûteuses et construites rapidement pour lutter contre la pénurie de logements dans la capitale.

## Ouvrages principaux
- Maison Heiliö, Kotka (1909-191=)
- Pavillon de la bourse d'Hamina, (1909)[2],
- Maison des travailleurs d'Hamina (fi), (1912)[3],
- Quartier Puu-Käpylä d’Helsinki, (1920-1925)[4],[5].

## Galerie

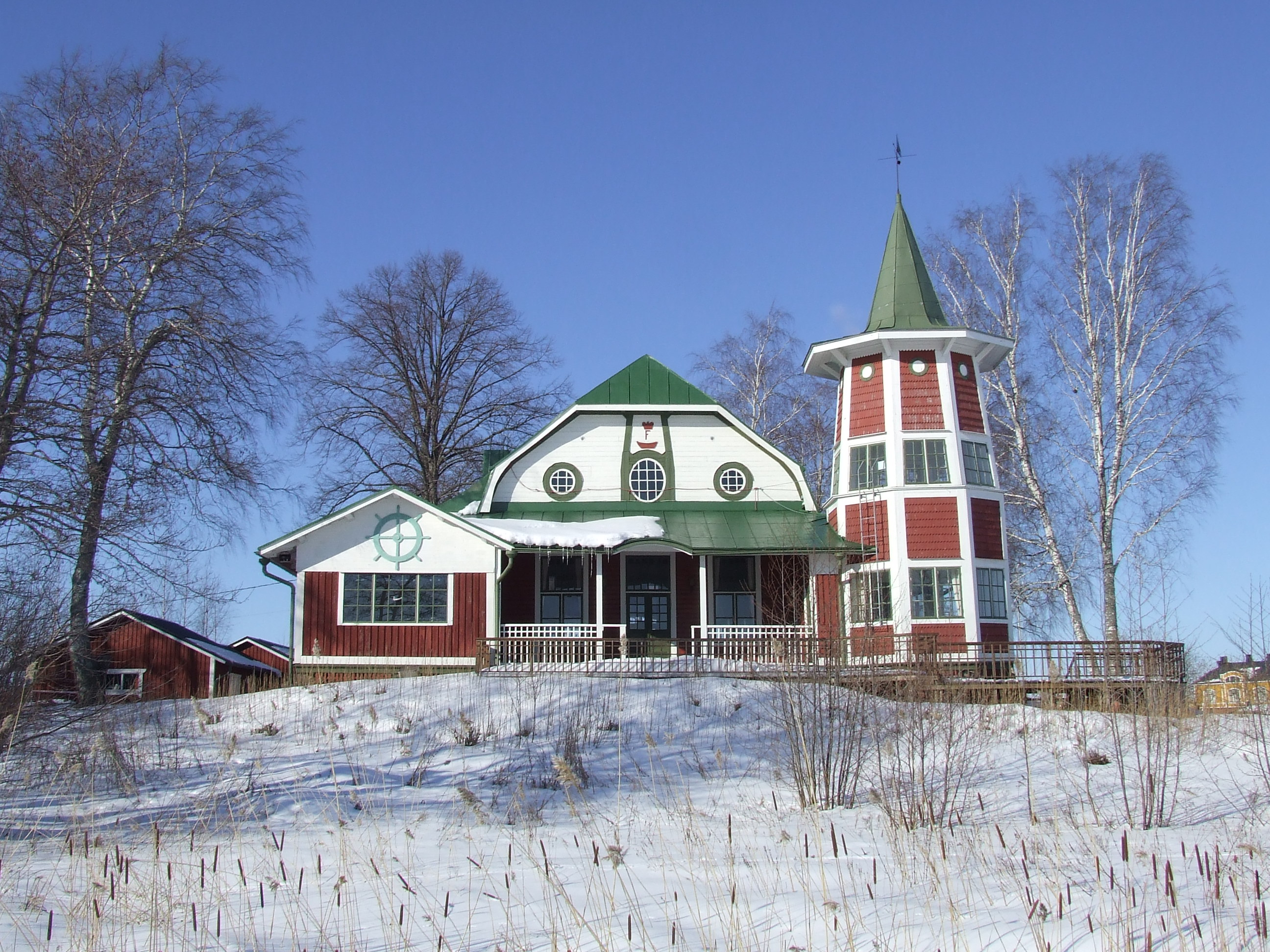
Pavillon de la bourse d'Hamina.
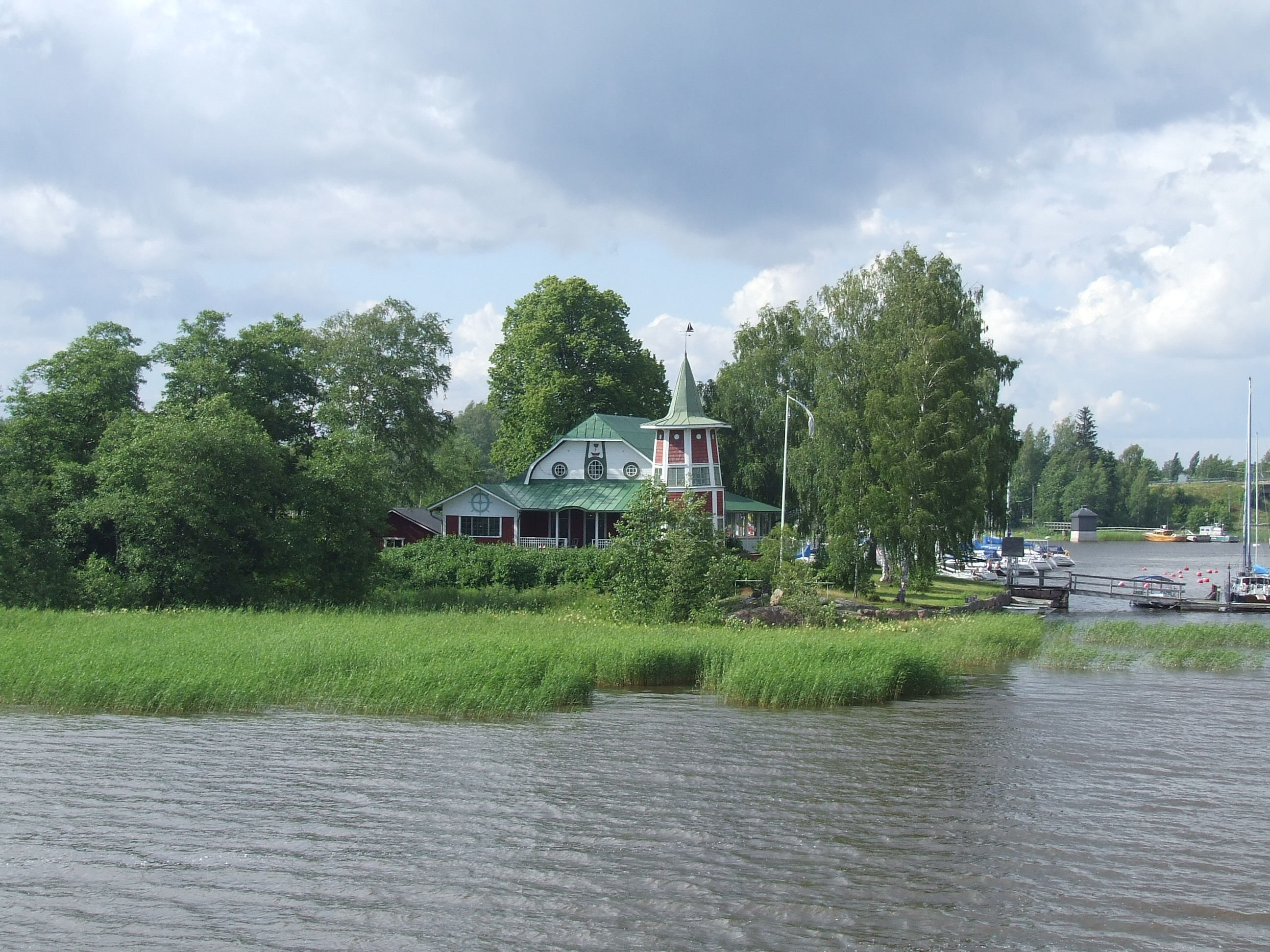
Pavillon de la bourse d'Hamina.
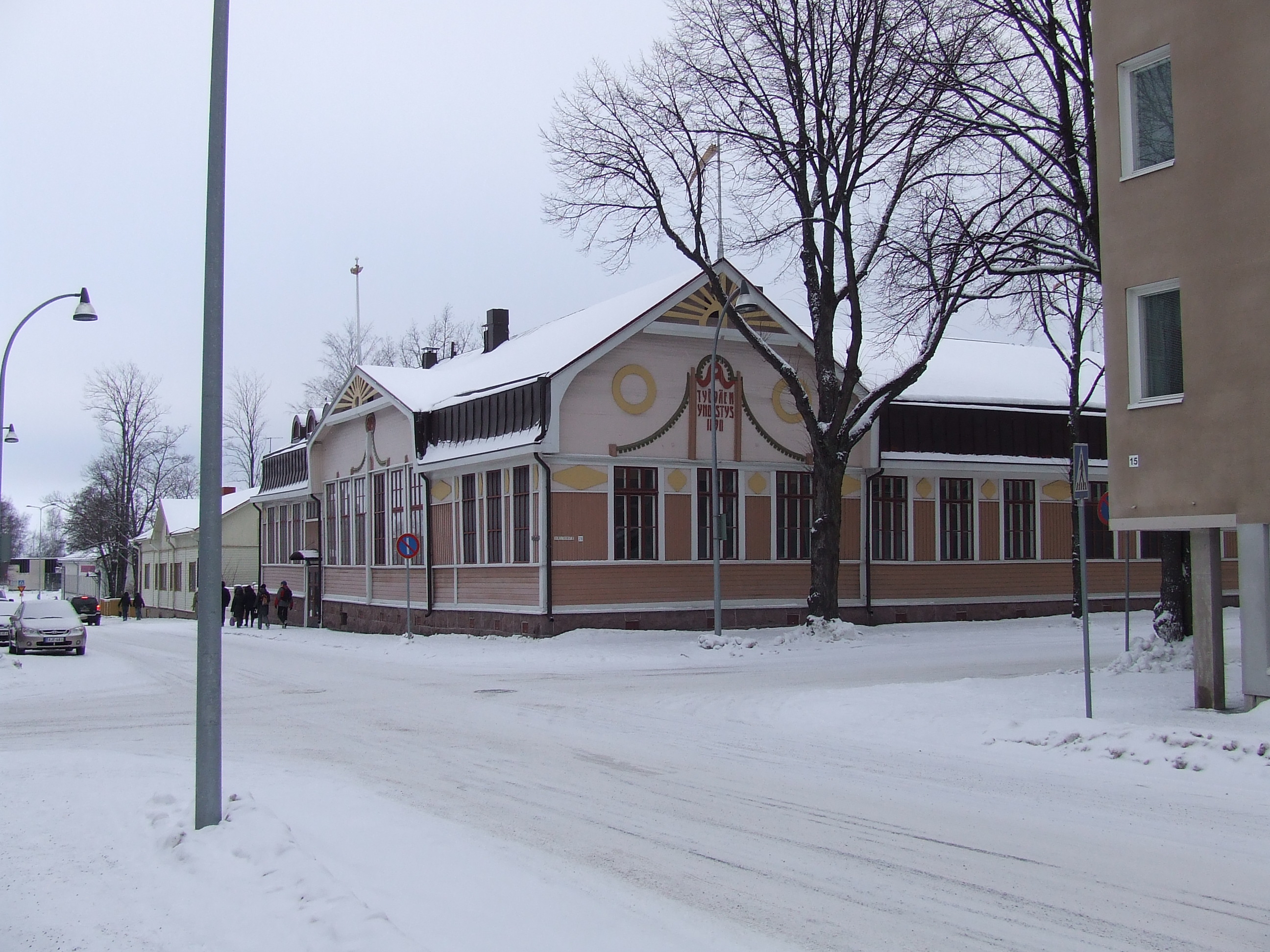
Maison des travailleurs d'Hamina (fi)
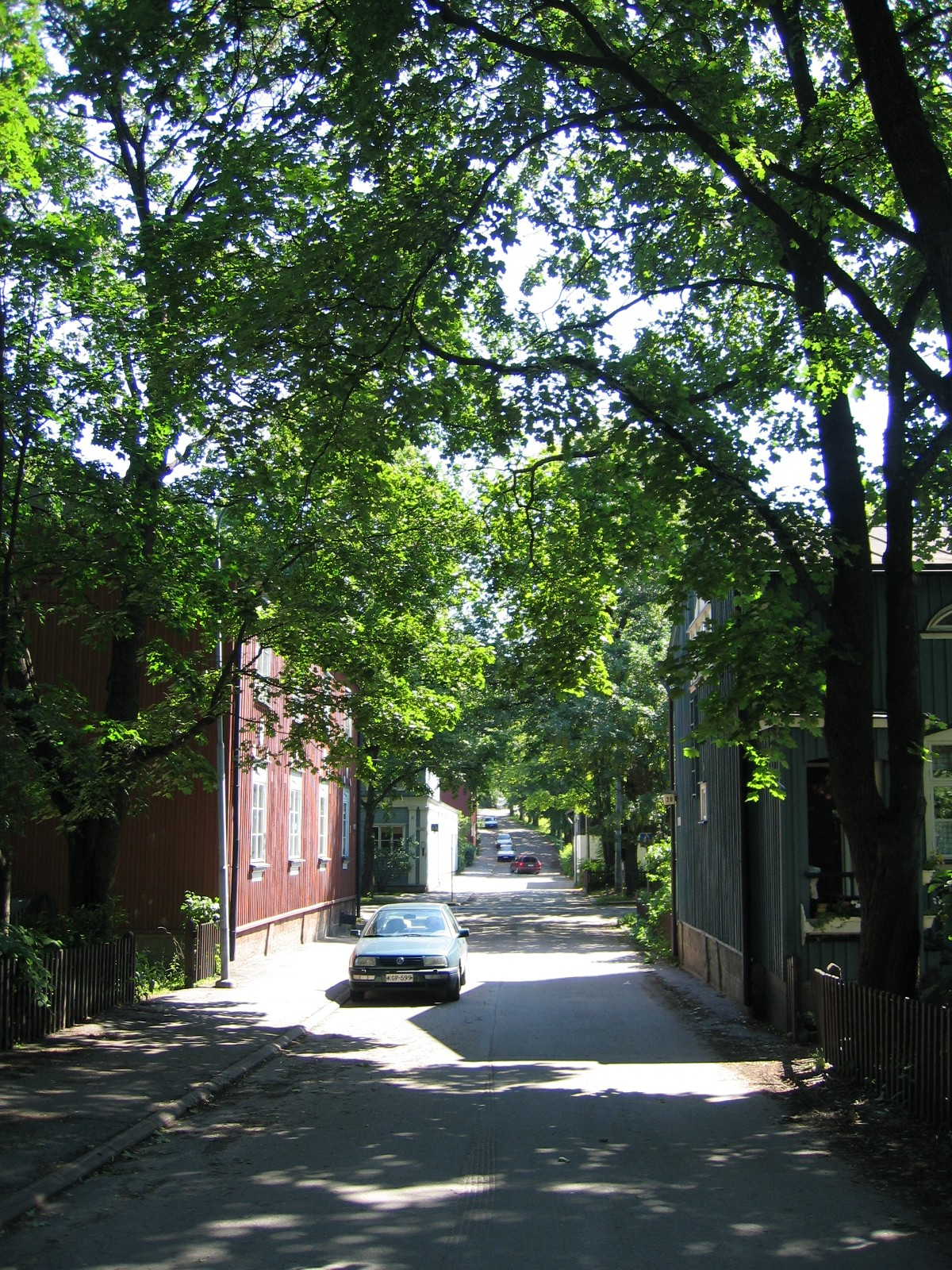
Rue metsolantie à  Puu-Käpylä.

.